# Katarzyna Nowomiejska
Katarzyna Edyta Nowomiejska (ur. 1975 w Lublinie) – polska okulistka, profesor nauk medycznych, związana z  Kliniką Okulistyki Ogólnej Katedry Okulistyki Uniwersytetu Medycznego w Lublinie.
Absolwentka I Liceum Ogólnokształcącego im. Stanisława Staszica w Lublinie (1994). Dyplom lekarski uzyskała na Akademii Medycznej w Lublinie w roku 2000 i na tej uczelni pozostała uzyskując kolejne awanse akademickie w ramach Katedry Okulistyki. Specjalizację z okulistyki ukończyła w 2008 roku. Doktoryzowała się w 2005 roku na podstawie pracy pt. Porównanie wyników pół-automatycznej perymetrii kinetycznej z wynikami ręcznej perymetrii Goldmanna u chorych z zaawansowanymi ubytkami w polu widzenia, przygotowanej pod kierunkiem Zbigniewa Zagórskiego. Habilitowała się w 2014 roku na podstawie oceny dorobku naukowego i rozprawy pt. Zastosowanie nowoczesnych metod oceny funkcji widzenia u chorych z uszkodzeniami drogi wzrokowej. Poza macierzystą uczelnią wykłada również w Europejskiej Szkole Zaawansowanych Studiów Okulistycznych (ang. European School for Advanced Studies in Ophthalmology, ESASO) w szwajcarskim Lugano.
Zainteresowania kliniczne i naukowe K. Nowomiejskiej dotyczą funkcjonalnych i strukturalnych badań diagnostycznych w schorzeniach neurookulistycznych, chorobach plamki oraz rzadkich chorobach oczu, a także leczenia chirurgicznego schorzeń siatkówki i rekonstrukcji przedniego odcinka oka w stanach pourazowych.
Swoje prace publikowała m.in. w takich czasopismach jak: „Retina", „Current Eye Research", „Acta Ophthalmologica", „Journal of Ophthalmology", „Graefe's Archive for Clinical and Experimental Ophthalmology", „Ophthalmic and Physiological Optics" oraz „BMC Ophthalmology”. Jest członkiem komitetu redakcyjnego czasopisma „Ophthalmology Journal" (związanego z lubelską Katedrą Okulistyki).
Należy m.in. do International Perimetric Society, EURETINA, Association for Research in Vision and Ophthalmology (ARVO) oraz Europejskiego Towarzystwa Szklistkowo–Siatkówkowego (EVRS, European VitreoRetinal Society). Reprezentuje Polskę w Europejskiej Sieci Referencyjnej dla Chorób Rzadkich w Okulistyce (ERN-EYE), która została powołana przez Komisję Europejską. 